# 暁のバタフライ
「暁のバタフライ」（あかつきのバタフライ）は、織田かおりの3枚目のシングル。2013年4月24日にティームエンタテインメントから発売された。

## 解説
前作の「Calling」から約5年8ヶ月ぶりとなるシングル。

## 収録曲
1. 暁のバタフライ [4:19][1]
作詞：rino、作曲・編曲：東タカゴー
PSP用ゲームソフト『AMNESIA CROWD』オープニングテーマ[2]
  - ライブを意識した曲であり、サビで一気に盛り上がるようになっている[3]。
2. 君と愛になる [5:46][1]
作詞・作曲：rino　編曲：chokix　
  - PSP用ゲームソフト『AMNESIA CROWD』エンディングテーマ[2]
  - ラブソングとして書かれた[3]。
3. 記憶のシルエット [5:07][1]
作詞：rino　作曲・編曲：MANYO
  - スマートフォンアプリ『アムネシア for iOS & Android』OPテーマ
  - ライブを意識して書かれている[3]。
4. 暁のバタフライ（Off Vocal）
5. 君と愛になる（Off Vocal）
6. 記憶（きみ）のシルエット（Off Vocal）